# 日本のかな書家一覧
日本のかな書家一覧（にほんのかなしょかいちらん）は、日本のかな書道界の発展に貢献した書家を、明治時代から現代まで、その書に関連する人脈により階層的に表現した一覧である。現存する書家は掲載しない。

## 日本のかな書道界の主な人脈
- 東久世竹亭（1833年 - 1912年）
- 小杉榲邨（1834年 - 1910年）
- 高崎正風（1836年 - 1912年）
  - 大口周魚（1864年 - 1920年）
    - 尾上柴舟（1876年 - 1957年）
      - 仲田光成（1899年 - 2003年）
      - 大石隆子（1901年 - 2001年）
      - 狩田巻山（1904年 - 1993年）
      - 杉岡華邨（1913年 - 2012年）
      - 高木東扇（1918年 - 1999年）
- 三条梨堂（1837年 - 1891年）
- 多田親愛（1840年 - 1905年）
  - 田中親美（1875年 - 1975年）
    - 中野越南(1883年 - 1980年)
    - 鈴木梅溪（1887年 - 1973年）
    - 植村和堂（1906年 - 2002年）
    - 江川吟舟（1911年 - 1993年）
- 阪正臣 （1855年 - 1931年）
  - 比田井小琴（1885年 - 1948年）
    - 堀桂琴（1907年 - 2002年）
    - 比田井小葩（1914年 - 1972年）

  - 江川吟舟（1911年 - 1993年）
- 小野鵞堂（1862年 - 1922年）
  - 中村春堂（1868年 - 1960年）
    - 相沢春洋（1896年 - 1963年）
    - 香川春蘭（1896年 - 1985年）
    - 飯島春敬（1906年 - 1996年）

  - 神郡晩秋（1888年 - 1955年）
    - 神郡愛竹（1934年 - 2013年）
    - 川島桂山（1898年 - 1987年）

  - 高塚竹堂（1889年 - 1968年）
    - 田辺古邨（1903年 - 1980年）
- 大野百錬（1864年 - 1941年）
  - 日比野五鳳（1901年 - 1985年）
    - 杉岡華邨（1913年 - 2012年）
    - 高木東扇（1918年 - 1999年）
- 岡山高蔭（1866年 - 1945年）
  - 熊谷恒子（1893年 - 1986年）
  - 森田竹華（1908年 - 1977年）
- 吉澤義則（1876年 - 1954年）
- 川谷尚亭（1886年 - 1933年）
  - 田中塊堂（1896年 - 1976年）
- 安東聖空（1893年 - 1983年）
  - 小沢神魚（1898年 - 1994年）
  - 桑田笹舟（1900年 - 1989年）
    - 宮本竹逕（1912年 - 2002年）
    - 深山龍洞（1903年 - 1980年）

  - 西谷卯木（1904年 - 1978年）